# St. Johannis (Sterley)

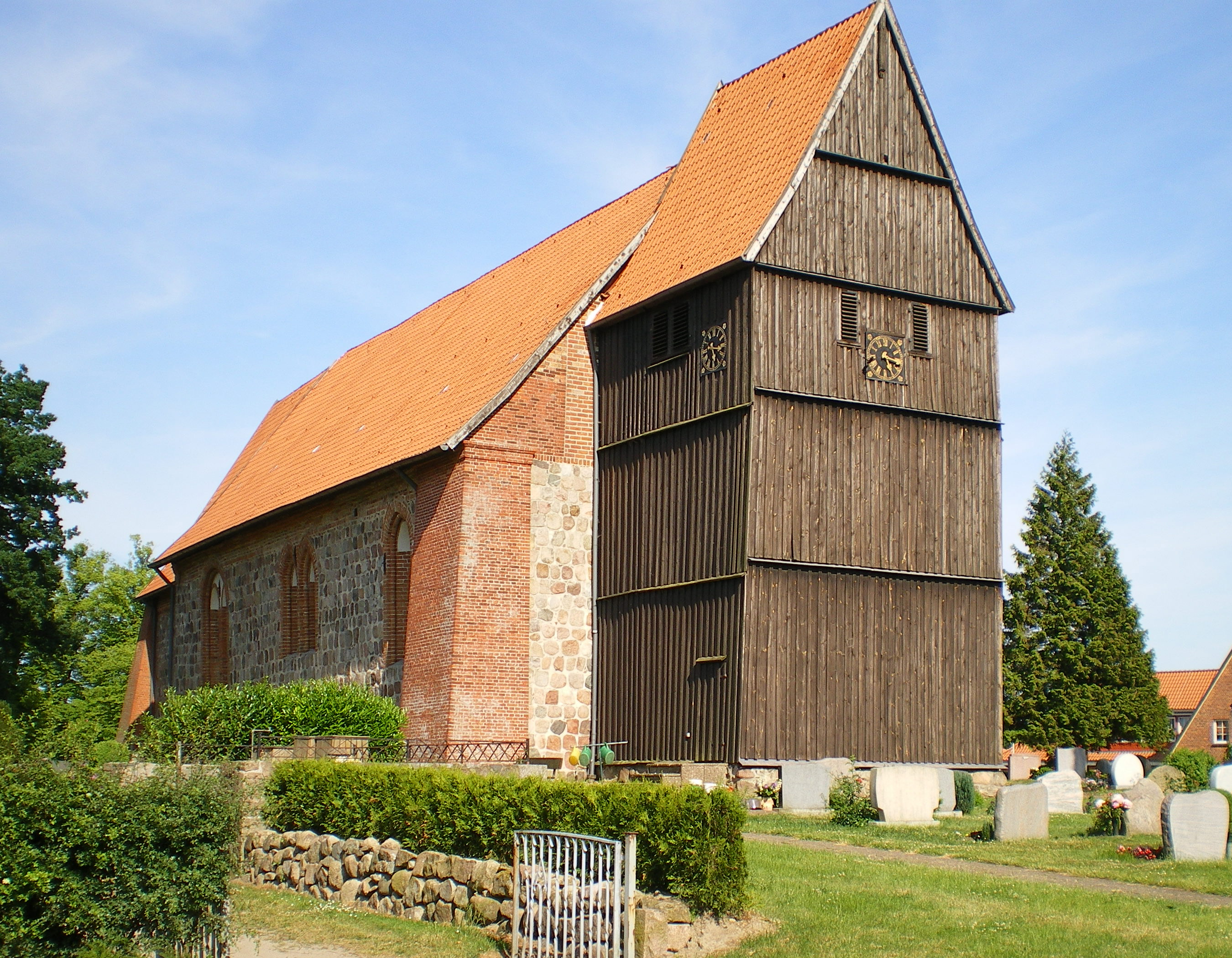
St. Johannis (Sterley)

Die Kirche  St. Johannis ist ein geschütztes Kulturdenkmal mit der Objekt-ID 5138 im Denkmalschutzgesetz in Sterley, einer Gemeinde im Kreis Herzogtum Lauenburg in Schleswig-Holstein. Die Kirchengemeinde gehört zum Kirchenkreis Lübeck-Lauenburg der Evangelisch-Lutherischen Kirche in Norddeutschland.

## Beschreibung
Die Saalkirche wurde im 13. Jahrhundert aus behauenen Feldsteinen unter Verwendung von Backsteinen mit einem Langhaus und einem eingezogenen, gerade geschlossenen Chor im Osten erbaut, die beide mit Satteldächern bedeckt sind. Im 17. Jahrhundert wurde dem Langhaus ein hölzerner Kirchturm auf quadratischem Grundriss vorgesetzt, dessen Satteldach das Langhaus kaum überragt. Sein oberstes Geschoss beherbergt die Turmuhr und den Glockenstuhl.

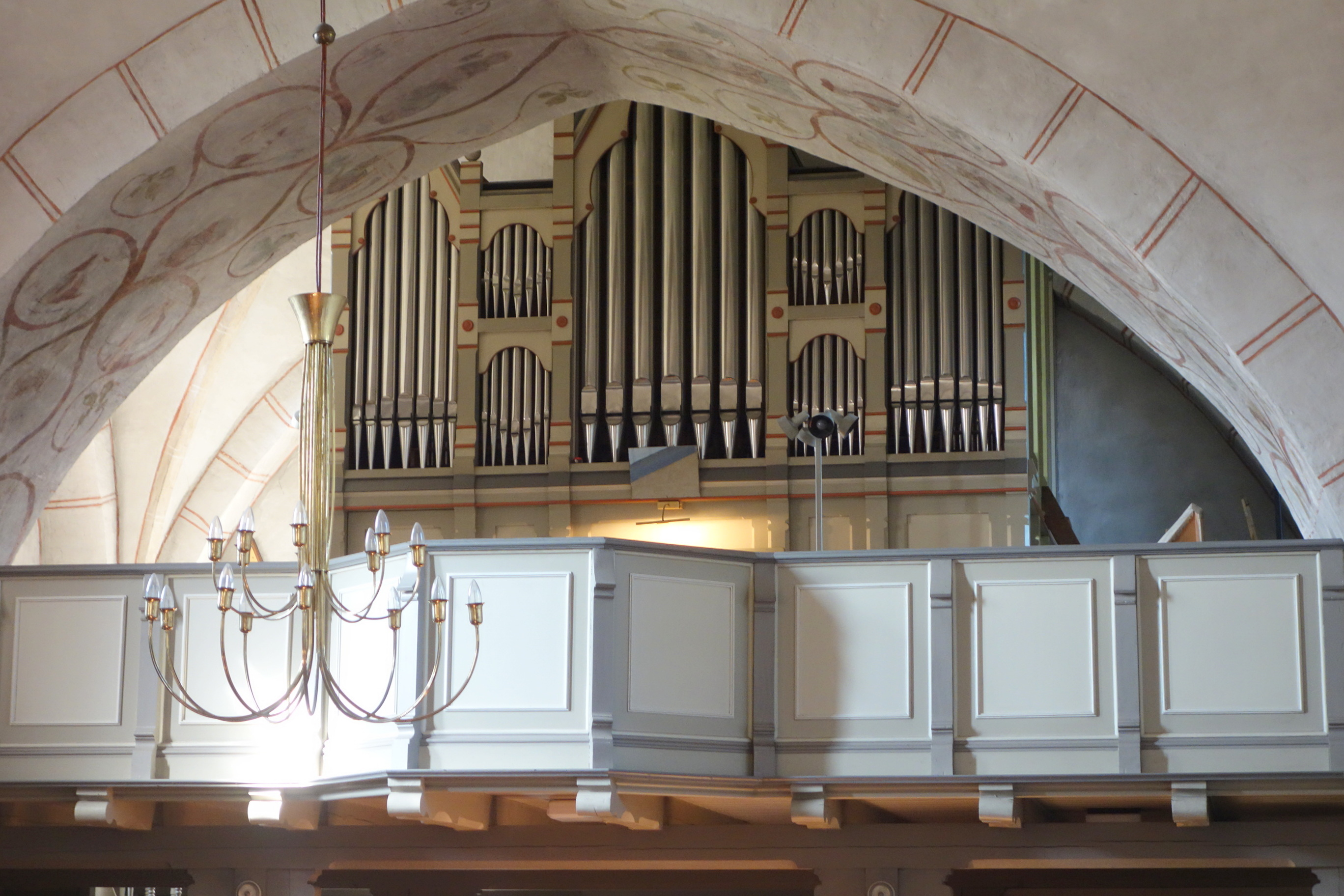
Innenraum mit Orgel

Der Innenraum ist mit einem Kreuzrippengewölbe überspannt. Die ältesten der Wand- und Deckenmalereien stammen aus dem 13. Jahrhundert. Der Corpus des gekreuzigten Christus auf dem Altar stammt aus dem 14. Jahrhundert, die hölzerne Kanzel von 1614. Die Patronatsloge aus dem 17. Jahrhundert diente der Familie des Gutsherren von Alt-Horst. Die Bleiglasfenster im Chorraum wurden 1978 von dem Hamburger Künstler Claus Wallner geschaffen.
Die Orgel auf der Empore wurde 1894 von Ernst Röver gebaut und später etwas umdisponiert.